# Semiothisa unigeminata
Semiothisa unigeminata là một loài bướm đêm trong họ Geometridae.